# Medasina fratercula
Medasina fratercula là một loài bướm đêm trong họ Geometridae.